# Nana Dschordschadse

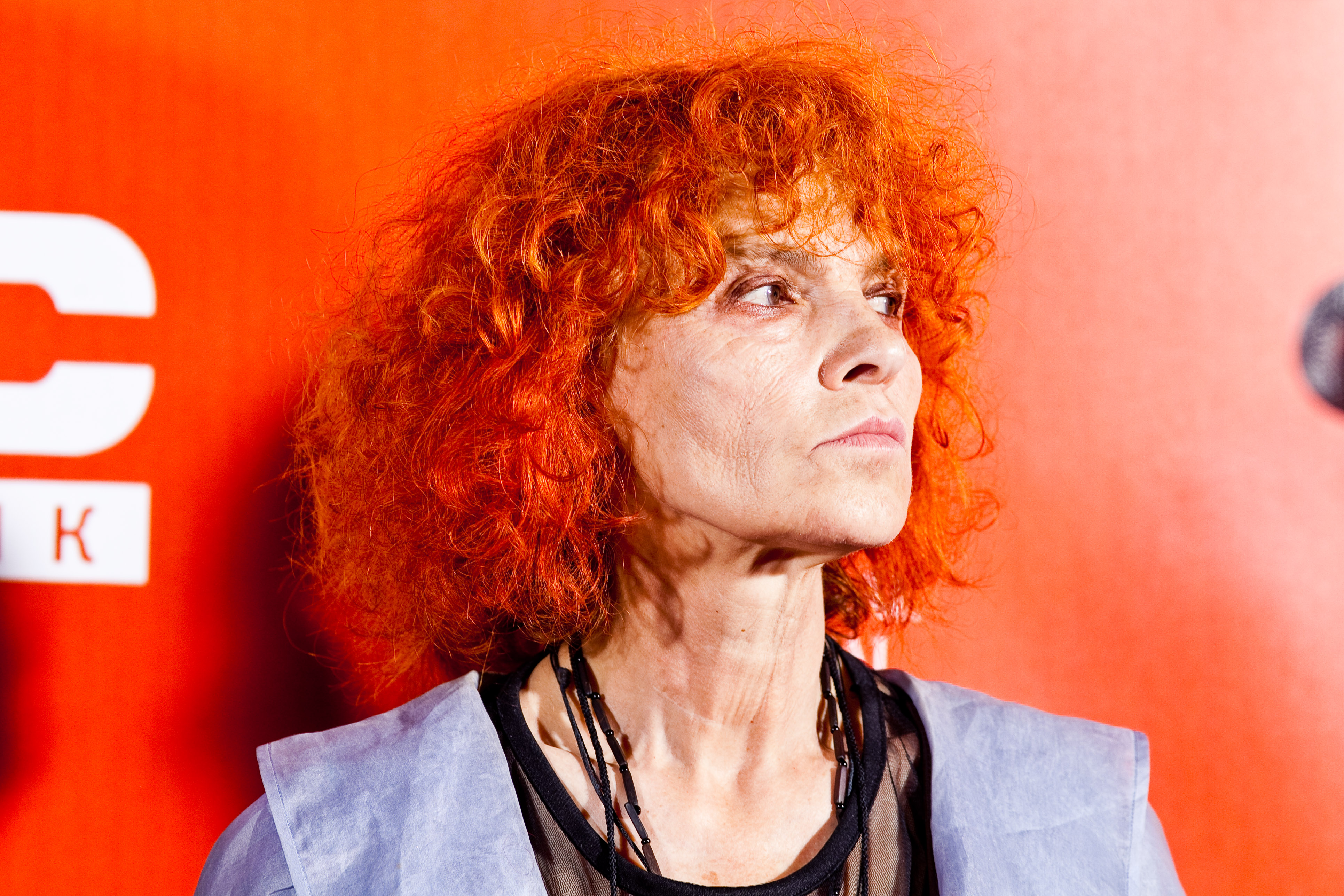
Nana Dschordschadse beim Odessa International Film Festival, Juli 2013

Nana Dschordschadse (georgisch ნანა ჯორჯაძე; russisch Нана Гивиевна Джорджадзе; * 24. August 1948 in Tiflis, Georgische SSR, UdSSR) ist eine georgische Drehbuchautorin und Filmregisseurin. Sie lebt heute in Berlin und filmt zumeist in Georgien.

## Leben

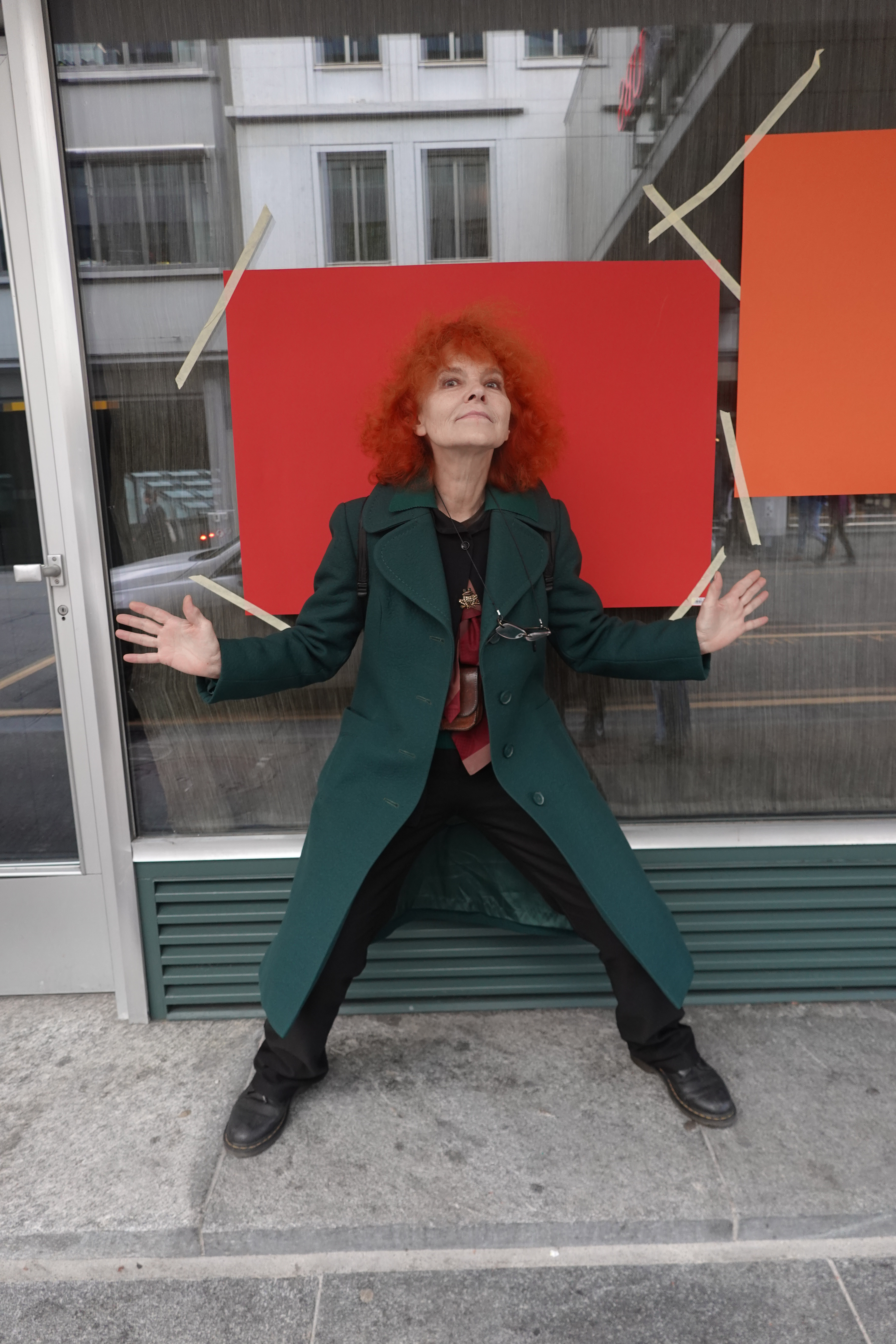
Nana Dschordschadse 2021 am Festival „Brücke Zürich-Tbilissi“ in Zürich.

Dschordschadse studierte von 1968 bis 1973 an der Kunstakademie Tiflis Design und Architektur. Während des Prager Frühlings 1968 besuchte sie die tschechoslowakische Hauptstadt, wurde deshalb der Unterstützung reformkommunistischer Ideen verdächtigt und durfte die Sowjetunion 18 Jahre lang nicht verlassen.
Von 1974 bis 1980 lernte Dschordschadse bei Tengis Abuladse und Irakli Kwirikadse an der Film- und Theater-Schule Tiflis. Ihr Diplomfilm Die Reise nach Sopot (1980) über zwei Außenseiter wurde sieben Jahre lang von der sowjetischen Zensur verboten. 1987 wurde er beim Filmfestival Oberhausen uraufgeführt, gewann dort den Großen Preis. 1986 entstand ihr erster Spielfilm Robinsonade, oder mein englischer Großvater, der sich kritisch mit der georgischen Geschichte auseinandersetzt. Auch ihn wollte die Zensur nicht freigeben, verlangte umfangreiche Schnitte. Nur durch Zufall gelangte er in das Film-Festival Cannes und gewann dort 1987 die Goldene Kamera.
Von 1985 bis 1991 unterrichtete Dschordschadse Regie an der Georgischen Filmhochschule in Tiflis. 1991 wechselte sie nach Moskau, arbeitete bis 1995 als Professorin für Filmregie am Gerassimow-Institut für Kinematographie in Moskau. Ende der 1990er Jahre ging sie nach Deutschland und siedelte sich in Berlin an. Seither arbeitet sie in Georgien und in Berlin. Ihr Film 1001 Rezepte eines verliebten Kochs wurde 1997 als bester nicht englischsprachiger Film für den Oscar nominiert. 27 Missing Kisses wurde bei den Filmfestspielen in Brüssel 2001 als bester europäischer Spielfilm preisgekrönt.
Dschordschadse war Jurymitglied beim Film-Festival Cannes (1992), den Filmfestspielen von Venedig (1997) und in Berlin (1998).
2017 wurde Dschordschadse in die Academy of Motion Picture Arts and Sciences (AMPAS) aufgenommen, die jährlich die Oscars vergibt.
Dschordschadse ist mit dem Regieprofessor Irakli Kwirikadse verheiratet, der für fünf ihrer elf Filme das Drehbuch geschrieben hat.

## Filmografie
- 1977: Trio (Kurzfilm)
- 1978: Einige Interviews zu persönlichen Fragen (Neskolko interwju po litschnym woprossam)
- 1979: Atlant
- 1980: Die Reise nach Sopot (Mogzauroba Sopotshi)
- 1983: Help me on up the Elbruss (TV)
- 1984: Erosi (Dokumentarfilm)
- 1986: Robinsonade, oder mein englischer Großvater (Robinzoniada, anu chemi ingliseli Papa)
- 1990: The Poet Rovachidze (Dokumentarfilm)
- 1993: Encounters
- 1993: A Little About Georgia (Dokumentarfilm)
- 1994: Master Class (Dokumentarfilm)
- 1996: 1001 Rezepte eines verliebten Kochs (Les mille et une recettes du cuisinier amoureux)
- 2000: 27 Missing Kisses
- 2005: Der Briefträger
- 2007: The Rainbowmaker

## Publikation
- Nana Dzhordzhadze: The Forgotten Roofs of my Childhood. Aurora Publications, 1997